# Rhodellaceae
Famille
Genres de rang inférieur
- Corynoplastis
- Rhodella

Les Rhodellaceae sont une famille d'algues rouges unicellulaires de l'ordre des Rhodellales.

## Liste des genres et espèces
Selon AlgaeBase (6 août 2013) et World Register of Marine Species (6 août 2013) :
- genre Corynoplastis Yokoyama, J.L.Scott, G.C.Zuccarello, M.Kajikawa, Y.Hara & J.A.West, 2009
- genre Rhodella L.V.Evans, 1970

Selon NCBI (6 août 2013) :
- genre Corynoplastis
  - Corynoplastis japonica
- genre Glaucosphaera
  - Glaucosphaera vacuolata
- genre Neorhodella
  - Neorhodella cyanea
- genre Rhodella
  - Rhodella maculata
  - Rhodella reticulata
  - Rhodella violacea